# Хараламби Кметов
Хараламби (Харалампи) Стефанов Кметов е български офицер от пехотата, генерал-майор, участник в Сръбско-българската война (1885), командир на 3-та дружина от 22-ри пехотен тракийски полк през Балканската (1912 – 1913) и Междусъюзническата война (1913), комендант на Драма, командир на 3-та бригада от 4-та пехотна преславска дивизия и командир на 1-ва бригада от 6-а пехотна бдинска дивизия през Първата световна война (1915 – 1918).

## Биография
Хараламби Кметов е роден на 10 юни 1863 г. в Горна Оряховица, Османска империя. На 5 септември 1883 постъпва на военна служба. През 1885 г. завършва с 6-и випуск на Военното на Негово Княжеско Височество училище, на 30 август 1885 и е произведен в чин подпоручик и зачислен в пехотата. Служи в 15-и пехотен ломски полк. На 1 януари 1887 г. е произведен в чин поручик, а през 1890 в чин капитан. През 1900 г. служи като командир на рота от 4-ти резервен полк. На 2 май 1902 г. е произведен в чин майор, а на 18 май 1906 г. в чин подполковник. От 1909 г. е началник на 28-о полково военно окръжие, а от 1911 г. е помоюник-командир на 22-ри пехотен тракийски полк.
През Балканската (1912 – 1913) и Междусъюзническата война (1913) подполковник Кметов е командир на 3-та дружина от 22-ри пехотен тракийски полк, като на 18 май 1913 г. е произведен в чин полковник.
По време на Първата световна война (1915 – 1918) полковник Хараламби Кметов Николов е комендант на Драма, командир на 3-та бригада от 4-та пехотна преславска дивизия с която участва в Тутраканската битка през 1916 г., след което през 1918 г. поема командването на 1-ва бригада от 6-а пехотна бдинска дивизия. През 1918 г. като бивш командир на 3-та бригада от 4-та пехотна преславска дивизия „за бойни отличия и заслуги във войната“ е награден с Военен орден „За храброст“ III степен, 2 клас, която награда е потвърдена със заповед № 355 от 1921 г. по Министерството на войната. През 1919 г. е уволнен от служба.
Умира през 1944 г. Погребан е в София.

## Военни звания
- Подпоручик (30 август 1885)
- Поручик (1887)
- Капитан (1890)
- Майор (2 май 1902)
- Подполковник (18 май 1906)
- Полковник (18 май 1913)
- Генерал-майор (31 декември 1931)

## Образование
- Военно на Негово Княжеско Височество училище (до 1885)

## Награди
- Военен орден „За храброст“ III степен, 2 клас (1918)
- Военен орден „За храброст“ IV степен, 2 клас
- Орден „Св. Александър“ V степен без мечове
- Народен орден „За военна заслуга“ V степен на обикновена лента
- Орден „За заслуга“ на обикновена лента.